# Belägringen av Jerusalem (597 f.Kr.)
Belägringen av Jerusalem 597 f.Kr. var del av det Judisk-Babyloniska kriget då kung Nebukadnessar II av Babylon invaderade och erövrade Juda rike. Belägringen slutade i babylonisk seger och Juda tvingades återgå till att vara babylonisk vasallstat fram tills de gjorde uppror igen 587 f.Kr.

## Bakgrund
När babylonierna drev ut egypterna ur Kanaan tvingades kung Jojakim av Juda (som tidigare varit vasall till Egypten) att ansluta sig till det babyloniska riket eller krossas. I tre år betalade han tribut till Babylon som en trogen vasallkung men under sitt fjärde år på tronen (601 f.Kr.) gjorde Nebukadnessar II ett misslyckat försök att invadera Egypten men drevs tillbaka med stora förluster. Babylons förlust resulterade i att flera stater i Levanten beslutade sig för att göra sig självständiga, däribland Juda rike. Kung Jojakim slutade betala tribut till Babylon och när de försökte tvinga honom förklarade han krig mot dem. Han hoppades att få stöd från egypterna och de närliggande rikena Moab, Ammon och Kaldeen men Egypten verkade föga intresserade av att ge sig in i en ny kamp med Babylon och de tre andra rikena beslutade sig för att alliera sig med Babylonierna.
598 f.Kr. hade Nebukadnessar II besegrat de upproriska staterna i Levanten och han vände sig nu mot Juda. Riket invaderades utan större problem och Nebukadnessars armé belägrade Jerusalem.

## Belägringen
Vad som skedde under belägringen är inte nedskrivet men kung Jojakim verkar ha avlidit i december 598 f.Kr.. Hans 8- eller 18-åriga son Jojakin kröntes då till kung av Juda i den belägrade staden. I mars 597 f.Kr. verkar Babylon slutligen ha intagit Jerusalem, det är oklart om staden stormades eller om den helt enkelt kapitulerade. Nebukadnessar lät plundra Jerusalems tempel på skatter och han tog även Jojakin och hela hans hov som fångar och förde dem till Babylon. Med dem tog han även 10,000 arbetare, ämbetsmän och officerare samt 7,000 soldater. Han tillsatte sedan Jojakins farbror Sidkia som vasallkung av Juda rike och begav sig av. I bibeln står att "endast de fattigaste jordbrukarna blev kvar i Jerusalem". 
Belägringen av Jerusalem beskrivs i Nebukadnessarkrönikan som följande:
"I det sjunde året av Nebukadnessar, i månaden Chislev (november/december) samlade Babylons konung sin armé efter att han intagit hattiernas land. Han vände mot Juda och belägrade deras stad. På andra dagen av Adar (16 mars) erövrade han staden och tog deras konung Jojakin tillfånga. Han placerade på tronen Sidkia som han själv valt och mottog sedan stora tributer. Efter det återvände han till Babylon."

## Efterspel
Sidkia hade inga planer på att förbli en babylonisk vasall och tio år efter att han tillträtt tronen gjorde han uppror mot Nebukadnessar II. Upproret misslyckades katastrofalt och resulterade i kungadömet Judas upplösning och början på den babyloniska fångenskapen i judisk historia. 